# Stazione di Nocera Superiore
Stazione di Nocera Superiore vasútállomás Olaszországban, Nocera Superiore településen.

## Vasútvonalak
Az állomást az alábbi vasútvonalak érintik:
- Nápoly–Battipaglia-vasútvonal

## Kapcsolódó állomások
A vasútállomáshoz az alábbi állomások vannak a legközelebb:
- Stazione di Cava dei Tirreni (Stazione di Salerno)
- Stazione di Nocera Inferiore (Stazione di Napoli Campi Flegrei)